# Italma
L'Italma (acronyme d'Italiano Alluminio Magnesio) est un alliage d'aluminium. Il a été produit par la société A.S.A. (Alluminio Soc. Anonima) et a été introduit peu après la Seconde Guerre mondiale afin d'être utilisé dans les nouvelles pièces en lire italienne. L'utilisation de cet alliage a duré jusqu'à l'adoption des pièces italiennes en euros en 2002. Il comprenait 96,2 % d'aluminium, 3,5 % de magnésium et 0,3 % de manganèse.